# M/S Östanvik

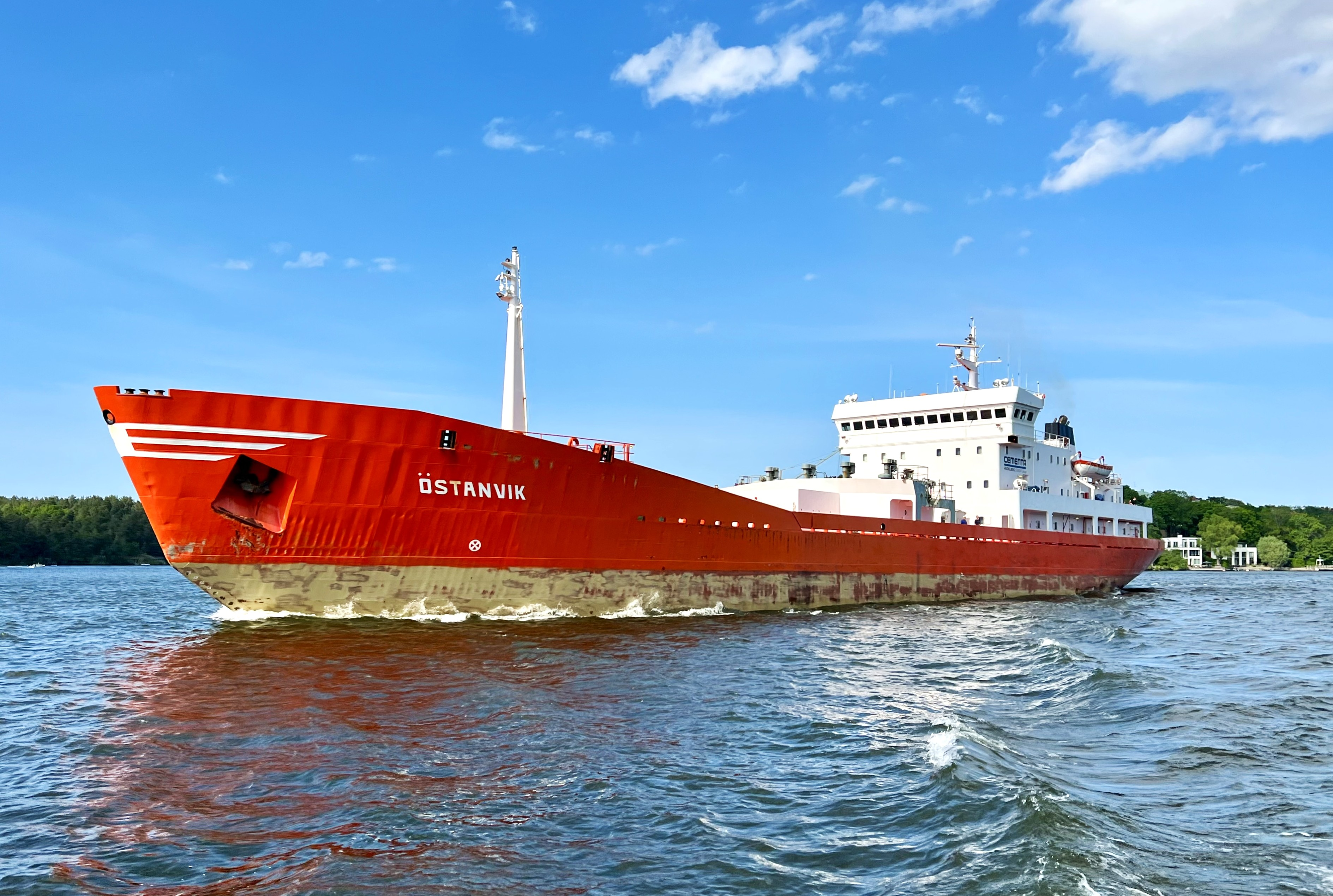
M/S Östanvik

M/S Östanvik är ett svenskt torrbulklastfartyg för cementfrakt. Det lossar 400 ton/timme.

## Historik
M/S Östanvik byggdes 1974 av AB Nya Sölvesborg Varv i Sölvesborg för Cementa AB i Malmö för att frakta cement. Hon seglar numera för Heidelberg Cement med cement från Slite till svenska fastlandet.
M/S Östanvik ägs av Eureka Shipping Ltd, tidigare ett dotterföretag till Cypernbaserade SMT Shipping, sedan 2018 ett samriskföretag mellan SMT Shipping och kanadensiska CSL Group.